# 동남아시아땃쥐
동남아시아땃쥐(Crocidura fuliginosa)는 땃쥐과에 속하는 포유류의 일종이다. 캄보디아와 인도, 중국, 라오스, 말레이시아, 미얀마, 태국 그리고 베트남에서 발견된다.